# Lubień (Piotrków)
Pour les articles homonymes, voir Lubień.
Lubień (prononciation [ˈlubjɛɲ]) est un village de la gmina de Rozprza, du powiat de Piotrków, dans la voïvodie de Łódź, situé dans le centre de la Pologne.
Il se situe à environ 10 kilomètres à l'est de Rozprza (siège de la gmina), 20 kilomètres au sud de Piotrków Trybunalski (siège du powiat) et 65 kilomètres au sud de Łódź (capitale de la voïvodie).
Sa population s'élevait à 437 habitants en 2011.

## Administration
De 1975 à 1998, le village était attaché administrativement à l'ancienne voïvodie de Piotrków.

Depuis 1999, il fait partie de la nouvelle voïvodie de Łódź.